# Achenbachstraße 24

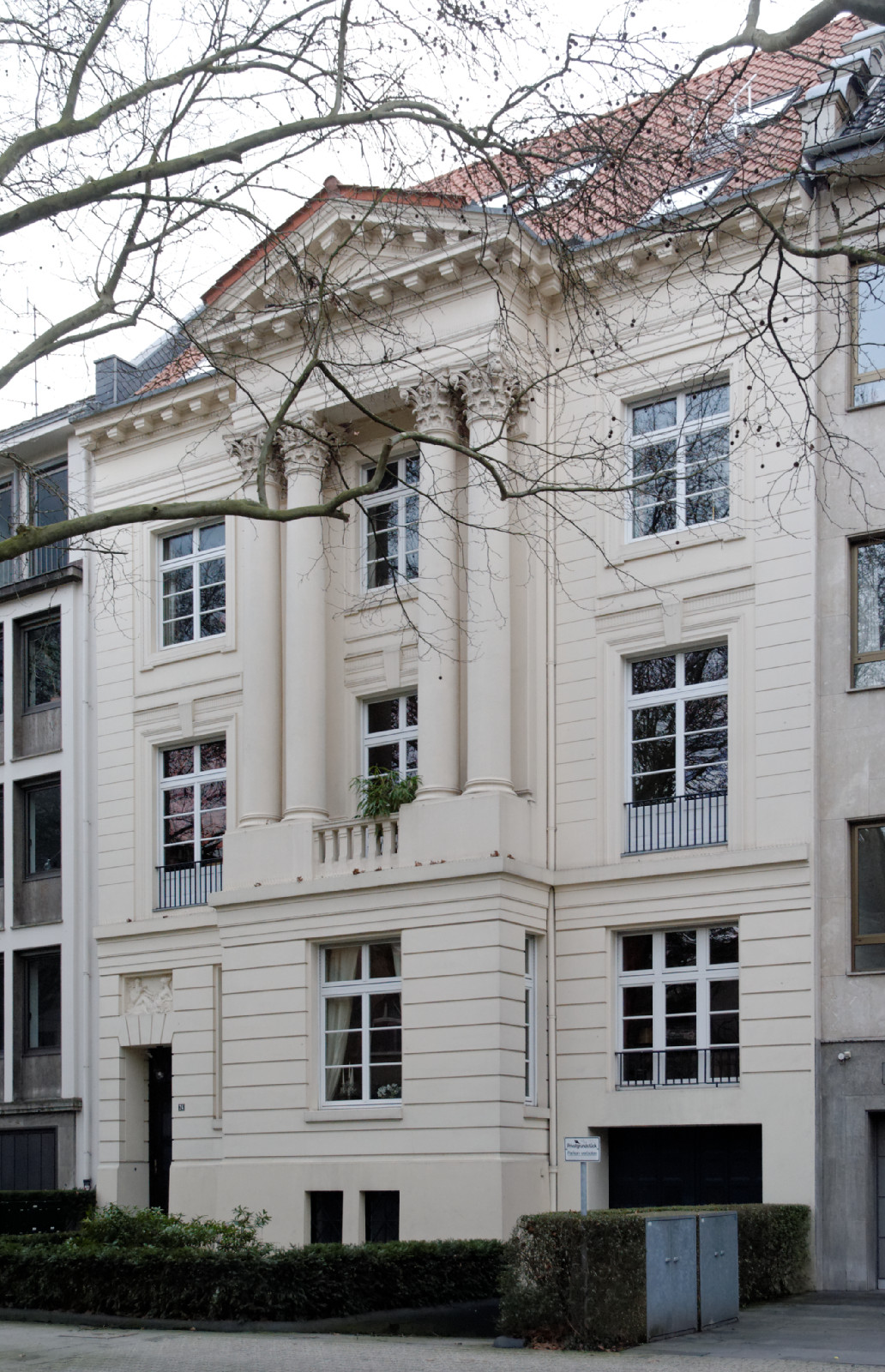
Haus Achenbachstraße 24

Das Haus Achenbachstraße 24 in Düsseldorf-Düsseltal ist ein denkmalgeschütztes Gebäude.

## Geschichte
Es wurde von dem Architekten Richard Hultsch von 1905 bis 1906 im Stil des Neobarock für den Bildhauer Gustav Rutz erbaut. Der in den Hof ragende Gebäudeflügel wurde in den Jahren 1907/08, 1931 sowie 1939/40 umgebaut. Sowohl der Hofflügel, als auch das Vorderhaus wurden im Zweiten Weltkrieg stark beschädigt. 1951 erfolgte der Wiederaufbau, bei dem das Haus auch eine Garage erhielt.

## Beschreibung
Die Putzfassade des dreigeschossigen Hauses ist in drei Achsen gegliedert, wobei die Mittelachse besonders hervorgehoben ist. Im Erdgeschoss befindet sich eine Auslucht, auf der vier paarig angeordnete korinthische Säulen aufgesetzt sind, die das antikisierende Gebälk und den flachen Giebel tragen. Das Erdgeschoss ist durch horizontal gegliederten Putz und durch ein Gesims von den oberen Geschossen abgesetzt. Die Fenster in den Obergeschossen sind mit gegliederten Faschen versehen. Im ersten Obergeschoss sind die Fenster als bodentiefe Fenstertüren ausgestaltet. Zwischen den beiden Säulenpaaren der Mittelachse befindet sich eine Balustrade. Über dem Eingang in der linken Achse befindet sich ein Relief.
Das Haus wurde am 4. Mai 1984 in der Kategorie Wohn- und Siedlungsbauten, Unterkategorie Neubarock aufgrund seiner qualitätvollen Gestaltung in die Denkmalliste der Landeshauptstadt Düsseldorf eingetragen.